# Emilio Ontiveros Baeza
Emilio Ontiveros Baeza (Ciudad Real, 9 de julio de 1948 - Madrid, 1 de agosto de 2022) fue un economista español, catedrático emérito de la Universidad Autónoma de Madrid, fundador y presidente de Analistas Financieros Internacionales.

## Biografía
Nació en Ciudad Real en 1948. Licenciado y Doctor en Ciencias Económicas.
Trabajó en empresas industriales de ámbito nacional, antes de iniciar su carrera como profesor universitario en la Universidad de Zaragoza, en ICADE y en la Autónoma de Madrid. Catedrático de Economía de la Empresa de la Universidad Autónoma de Madrid (UAM), en 1982 fue nombrado vicerrector de la UAM durante cuatro años. Y en el año 1987 fundó Analistas Financieros Internacionales.
Fue profesor visitante en varias universidades extranjeras y españolas. En el año 2005 fue Fellow del Real Colegio Complutense, en la Universidad de Harvard, como miembro del Grupo de Investigación Avanzada en Economía Internacional. Visiting scholar en Wharton School – Universidad de Penilvania.
En el año 2005 fue nombrado miembro de la Comisión Asesora para la Sociedad de la Información y Comunicación del Ministerio de Industria, Turismo y Comercio. Presidió la Ponencia sobre convergencia con UE en Sociedad de la Información. En marzo de 2006 fue nombrado por el Ministerio de Administraciones Públicas, miembro del Consejo Asesor para la Administración Electrónica.
Fue miembro del Consejo Asesor de Asuntos Económicos del Ministerio de Economía. Miembro de Consejos de Redacción de varias publicaciones científicas y profesionales, y de los Consejos de Administración de varias empresas como Mutua Madrileña, Iberdrola y Torreal. Fue miembro de “EuropeG”, grupo de trabajo de economía política sobre la Unión Europea.
Autor de varios libros, artículos y colaboraciones en revistas especializadas y medios de comunicación como El País. Dirigió la Revista Economistas (Colegio de Economistas de Madrid) desde su fundación en 1983 hasta diciembre de 2011 y fue director del Anuario de Economía y Finanzas del diario El País, desde su fundación.
En agosto de 2022 el Consejo de Ministros le concedió, a título póstumo, la Gran Cruz de la Orden del Mérito Civil.

## Obras
- La economía en la red: nueva economía, nuevas finanzas (Taurus, 2001).[9]
- Sin orden ni concierto: medio siglo de relaciones monetarias internacionales (Escuela de Finanzas Aplicadas, 1997).[10]
- Economía de los datos: riqueza 4.0 (Ariel, 2018).[11]
- El ahorrador inteligente. VV.AA. (Espasa Libros, 2013).[12]
- Excesos: Amenazas a la prosperidad global. (Grupo Planeta, 2019).[13]

## Premios y reconocimientos
- 2000 Placa de Reconocimiento al Mérito Regional de la Junta de Comunidades de Castilla-La Mancha, según Decreto 102/2000, de 9 de mayo.[2]
- 2004 IX Premio Círculo de Empresarios de investigación económica, junto a Daniel Manzano e Ignacio Rodríguez Teubal, por el trabajo: TIC, crecimiento económico y actividad empresarial. Especial referencia a España.[2]
- 2006 Nombrado por el Alcalde de Madrid, miembro del Consejo Director de la Ciudad de Madrid.[2]
- 2007 Premio Mi Cartera de inversión al Fomento de la Cultura Económica y Financiera.[2]
- 2010 Medalla de las Jornadas de Alicante sobre Economía Española como profesor de economía destacado por sus aportaciones al conocimiento de la economía española.[2]